# Blatec
Blatec (en allemand : Blatze) est une commune du district et de la région d'Olomouc, en Tchéquie. Sa population s'élevait à 642 habitants en 2020.

## Géographie
Blatec se trouve à 8 km au sud d'Olomouc, à 81 km à l'ouest-sud-ouest d'Ostrava et à 211 km à l'est-sud-est de Prague.
La commune est limitée par Kožušany-Tážaly au nord, par Grygov à l'est, par Charváty au sud, et par Vrbátky et Bystročice à l'ouest.

## Histoire
La première mention écrite de la localité date de 1131.